# Lettera al governo dell'URSS
La lettera al governo dell'URSS è una missiva scritta da Michail Afanas'evič Bulgakov ad alcuni rappresentanti del governo sovietico.
Il bisogno di scrivere al governo venne dalla disperazione per la sua condizione di letterato respinto, dovuta alla messa al bando di tutte le opere scritte fino a quel momento. Bulgakov definì questa condizione con le seguenti parole: "non potere scrivere, per me, equivale a essere sepolto vivo". Nella lettera, suddivisa in undici punti, Bulgakov descrive l'atteggiamento ostile adottato dal mondo letterario sovietico nei suoi confronti (secondo Bulgakov, in dieci anni di attività letteraria era stato citato dalla stampa sovietica 301 volte. Di queste menzioni solo tre erano elogiative, mentre 298 erano ostili o ingiuriose), passando poi a definire il suo ruolo di scrittore satirico, domandandosi se egli sia "pensabile in URSS" considerando che egli considera suo dovere di scrittore lottare contro la censura, di qualunque tipo e sotto qualsiasi regime, mentre "qualsiasi scrittore satirico in URSS attenta al regime sovietico", e conclude chiedendo il permesso per l'espatrio oppure un lavoro nel Teatro d'arte di Mosca.
La versione definitiva del testo è datata 28 marzo 1930; i destinatari erano Stalin, Molotov, Kaganovič, Kalinin, Jagoda e Bubnov.
La missiva ebbe un effetto inaspettato, infatti il 18 aprile Bulgakov ricevette una telefonata da Stalin. Il dialogo venne trascritto dalla moglie dello scrittore:
Stalin: "Abbiamo ricevuto la sua lettera. L'ho letta insieme ai compagni. Riceverà una risposta favorevole, anche se non mi sembra il caso di lasciarla partire. Ma davvero vuole andare all'estero? Le siamo venuti tanto a noia?"

Bulgakov: "Negli ultimi anni ho molto riflettuto se uno scrittore russo possa vivere lontano dalla patria, e mi sembra di no."

Stalin: "Lo penso anch'io. Dove vuole lavorare? Nel Teatro d'Arte?"

Bulgakov: "Sì, ma quando ne ho accennato mi è stato opposto un netto rifiuto."

Stalin: "Presenti una domanda, credo che acconsentiranno."
Stalin mantenne la promessa e Bulgakov fu chiamato a lavorare con il Teatro d'Arte come sceneggiatore e aiuto regista. Collaborò con il teatro fino al 1936, mettendo in scena anche una riduzione de "Le anime morte" di Gogol' e persino recitando in una rappresentazione de "Il Circolo Pickwick".